# Королівський синій
Королівський синій (англ. Royal blue) — назва двох відтінків лазурового синього кольору, світлого і темного. Традиційний (темний) королівський синій був відкритий кравцями з Сомерсета.

## Культура

### Прапори
Королівський синій — використовувався як офіційний колір прапорів Американського Самоа, Кайманових островів, Європейського союзу, Галісії, Грузії, Ізраїлю, Нової Зеландії, Філіппін, Техасу, Тувалу і Великої Британії.

### Музика
- «Королівський синій» — назва пісні рок-гурту Cold War Kids.

## Технологія

### Комп'ютери
Усі версії Microsoft Windows починаючи з Windows 3.1x до Windows 8 використовували фон з королівського синього кольору в «Синіх екранах смерті».